# Ixodes pacificus
Espèce
Ixodes pacificus est une espèce de tiques de la famille des Ixodidae.
C'est un ectoparasite qui peut se nourrir sur différentes espèces, dont l'Homme.
Elle est parfois aussi nommée blacklegged tick, nom qui est source de confusion car désignant aussi parfois une autre tique ; Ixodes scapularis qui vit elle surtout au Nord et nord-Est des États-Unis.

## Distribution

Distribution

Cette espèce se rencontre en Amérique du Nord, comme son nom l'indique plutôt sur la côte pacifique.

## Habitat
C'est un animal assez fortement inféodé aux bois et forêts de la zone pacifique des États-Unis, des vallées à la moyenne montagne.

## Description
De très petite taille à l'état normal (tout particulièrement aux deux premiers stades de larve et nymphe), la femelle adulte à jeun est presque deux fois plus grande que le mâle. Elle voit en outre son volume augmenter d'environ 200 fois, lorsqu'après 3 ou 4 jours de repas, elle est gonflée de la chair et du sang dissous de son hôte, ce qui lui permettra de produire plusieurs milliers d'œufs pondus par un orifice qui semble presque situé sous la bouche tant son abdomen est distendu avant la ponte.
La femelle engorgée a alors l'apparence d'un sac gonflé (comme un petit grain de raisin, ovale et légèrement aplati). Bien qu'ayant la tête partiellement enfoncée dans la peau de sa proie, elle est à ce moment-là plus facilement repérable sur les animaux ou le corps humain.

## Reproduction
Après s'être gorgée de son repas, la femelle se laisse tomber au sol sur la litière forestière, quand elle est encore dans son habitat naturel. Elle pond ses œufs en paquets de centaines à milliers d'œufs, sur le sol. Ils écloront au printemps.

## Rôle dans la santé publique
Cette espèce pose des problèmes de santé publique pour plusieurs raisons :
- Comme d'autres espèces de tiques dans l'hémisphère nord, elle tend depuis une trentaine d'années à  piquer plus fréquemment les humains ;
- Elle est vectrice de plusieurs maladies graves pour l'Homme et certains animaux (zoonoses), dont  maladie de Lyme, babesiose, ehrlichiose, etc.

Ixodes pacificus  est considérée comme étant le second vecteur de la forme nord-américaine de la maladie de Lyme, la première étant Ixodes scapularis, mais dans la zone où cette espèce est endémique, elle serait le premier vecteur de la maladie.

## Publication originale
- Cooley & Kohls, 1943 : Ixodes californicus Banks, 1904, Ixodes pacificus n. sp., and Ixodes conepati n. sp. (Acarina: Ixodidae). Pan-Pacific Entomologist, vol. 19, n. 4, p. 139-147.